# Natalia Bąk
Natalia Bąk (ur. 24 marca 1989) – polska tenisistka stołowa, wieloletnia członkini kadry narodowej seniorek, a od 2016 także dziennikarka sportowa Telewizji Polskiej (głównie TVP Sport).
W sezonie 2010/2011 zawodniczka klubu Stella Gniezno. W sezonie 2011/2012 zawodniczka KS Spójnia Warszawa. Od sezonu 2018/2019 zawodniczka i trenerka w klubie Spalona Mleczarnia. W polskiej ekstraklasie zadebiutowała już w wieku 16 lat.
Przygode z dziennikarstwem rozpoczynala na studiach w telewizji Orange Sport. Od 2018 przeprowadza wywiady z działaczami, trenerami i zawodnikami polskiej Ekstraklasy w piłce nożnej, emitowane na antenach Telewizji Polskiej, głównie w programie Gol w TVP Sport. W tej samej audycji naprzemiennie lub w duecie z Maciejem Szczęsnym komentuje wybrane wydarzenia minionej kolejki najwyższej ligi rozgrywek piłkarskich w Polsce w cyklu "Okiem cenzora". Występuje też  w Sportowym Wieczorze, gdzie przedstawia wybrane komentarze dotyczące wydarzeń sportowych znalezione w internecie w części magazynu "Złowione w sieci". Przygotowuje również materiały i przeprowadza wywiady programie "Pełnosprawni" na antenie TVP1 oraz TVP Sport, przedstawiającym wydarzenia ze świata sportu osób niepełnosprawnych i sylwetki sportowców zmagających się z własną niepełnosprawnością.

## Osiągnięcia
- Srebrna medalistka Mistrzostw Europy Kadetek w grze drużynowej (razem z Natalią Partyką i Katarzyną Grzybowską)
- Brązowa medalistka Mistrzostw Świata Juniorów w turnieju drużynowym (razem z Natalią Partyką i Katarzyną Grzybowską) (USA 2007)
- Srebrna medalistka Mistrzostw Europy Juniorek w deblu (w parze z Natalią Partyką) i mikście (w parze z Anglikiem Dariusem Knightem)
- Drużynowa Mistrzyni Polski w rozgrywkach ligowych z zespołem GLKS Nadarzyn
- Młodzieżowa Mistrzyni Polski w mikście (w parze z Danielem Bąkiem) (Ostróda 2008)
- Brązowa medalistka Mistrzostw Polski seniorów w deblu w parze z Xu Jie (Białystok 2008) oraz z Natalią Partyką (2006)